# Conophytum cubicum
Conophytum cubicum är en isörtsväxtart som beskrevs av P. Pavelka. Conophytum cubicum ingår i släktet Conophytum, och familjen isörtsväxter. Inga underarter finns listade i Catalogue of Life.